# 映画 Go!プリンセスプリキュア Go!Go!!豪華3本立て!!!
『映画 Go!プリンセスプリキュア Go!Go!!豪華3本立て!!!』（えいが ゴー!プリンセスプリキュア ゴー!ゴー!!ごうかさんぼんだて!!!）は、2015年10月31日に公開された劇場アニメーション映画。
キャッチコピーは｢ハロウィン・パーティでごきげんよう! みんなの希望の力で、開け!夢への扉!!｣。

## 概要

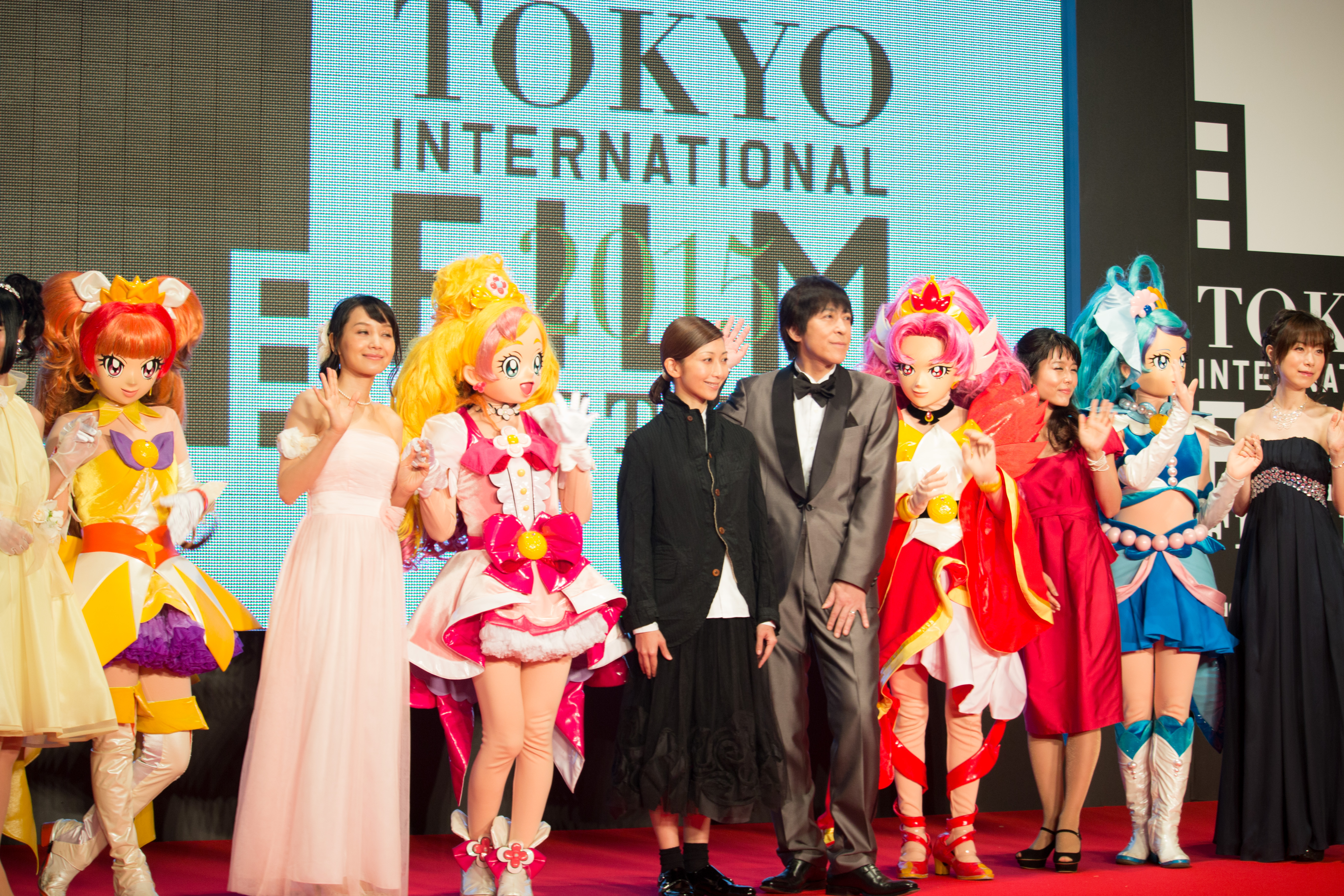
第28回東京国際映画祭にて、プリキュア（着ぐるみ）と声優陣、Every Little Thingが登壇

「プリキュアシリーズ」映画作品の第19弾であり、『Go!プリンセスプリキュア』のレギュラー単独映画作品。全体を通して、公開日である10月31日に行われる祝祭「ハロウィン」をテーマにした作品となっている。
シリーズ初となる3本立て構成となっており、パンプキン王国を舞台とした50分の長編「パンプキン王国のたからもの」、昼を失った夜の国が舞台のフルCGアニメーションの20分の中編「プリキュアとレフィのワンダーナイト!」、SDキャラとなったキュアフローラと鏡の中のおばけとのやりとりを描いた5分のCG短編「キュアフローラといたずらかがみ」が上映される。このような上映形態になったことについて、本作品の企画を担当した鷲尾天は、「秋は単発作品として上映していたが、春のオールスターズ映画のようにもう少しいろいろなことを盛り込んで賑やかなことはできないか、というのが出発点になっていた。そこでデジタル映像部に相談したところ、「これまでのCG技術の蓄積を元に新しいことをやってみたい」と言われ、当初はレビュー映像を考えていたのがストーリーがちゃんとあるものができてきた。子供たちに違和感を与えないか、「テレビで見たのと違う」となりかねないが、将来のことを考えれば、チャレンジするべきだろうと覚悟して挑んだ」と語っている。鷲尾はコンセプトとして「真っ向勝負の感動的冒険長編、フルCGノンストップアクションストーリー、そしてフルCGSDキャラの3本立て。「歌」「ダンス」「ファッション」というエッセンスを取り込み、10年を超えたシリーズの新たなる挑戦の形をみなさんにお届けしたい」とも語っている。この構成により3作計75分での上映となったが、このうち長編を50分にした理由について鷲尾は、『映画 ふたりはプリキュア Splash Star チクタク危機一髪!』を上映した際にも一度同じ50分にしており、「子供達が集中して最後まで見られるのは50分ではないか、と思って今回チャレンジした」と語っている。
同年3月公開の『映画 プリキュアオールスターズ 春のカーニバル♪』では導入されなかったミラクルライト（ミラクルプリンセスライト）が本作品では再び配布され、ミラクルライトによる鑑賞者参加型システムが継続される。併せて恒例となっていた「プロローグでのミラクルライトの解説」はパフとアロマが担当。本作品ではミラクルライトの説明や、使用する際の警告などは割愛され、各作品冒頭での「ミラクルライトで応援して欲しい」という簡潔な説明に留められている。この他紙製サンバイザー「プリンセスティアラ」も配布される。
2015年10月に開催の第28回東京国際映画祭パノラマ部門に出品が決定、10月24日にワールドプレミア上映されたほか、22日の六本木ヒルズでのオープニングレッドカーペットにはプリキュアの着ぐるみとプリキュア役の声優4人、ELTの2人が参加、24日に新宿通りで開催された「新宿芸術天国2015」でのレッドカーペットウォークにはキュアフローラの着ぐるみとプリキュア役の声優4人、3人の監督が参加した。同映画祭へのプリキュアシリーズの出品は、2013年の『映画 ドキドキ!プリキュア マナ結婚!!?未来につなぐ希望のドレス』が第26回に特別招待作品として出品して以来2作目となる。
本編上映後には特報として、プリキュア映画シリーズ第20作記念作品となる新作『映画 プリキュアオールスターズ みんなで歌う♪奇跡の魔法!』が、2016年春公開予定で制作されることが発表された。

### パンプキン王国のたからもの
メインとなるセルベースの長編作品の「パンプキン王国のたからもの」は、あるきっかけで異世界に行ったプリキュアたちがそこで遭遇した事件に一生懸命立ち向かう、という王道に近い形のストーリーで、監督を『フレッシュプリキュア!』や『トリコ』でシリーズディレクターを務めた座古明史が担当、鷲尾は「『トリコ』で3年間ご一緒させていただいたが、虐げられている人たちに対する視点が温かい、そうした人たちの気構えや気概を拾ってくれる」と評している。キャラクターデザインと作画監督は『フレッシュプリキュア!』『トリコ』でキャラクターデザインを担当した香川久が務め、鷲尾も「安心してお任せしている」と語っている。脚本は女優の山像かおりが舞台などでの脚本執筆時の「秋之桜子」名義で担当する。
また、ゲスト声優としてシリーズ初参加の花澤香菜がパンプキン王国の王女・パンプルル役で出演、花澤は「わたしにとって憧れの番組なので、関われることがとても嬉しかった。パンプキン王国の様子や妖精たちやパンプルルの衣装等、全部が可愛くて、女の子の素敵!!と思うツボをがっちり掴んでくれる作品。パンプルルの優しく強い心を大事に演じさせていただいた」とコメントしている。また、長編の敵役であるウォープには同じくシリーズ初参加の諏訪部順一が起用されている。
また同作品では主題歌として、Every Little Thing（ELT）による書きおろしの楽曲が使われる。ELTがアニメ主題歌を担当するのは2013年公開の『映画はなかっぱ 花さけ!パッカ～ん♪ 蝶の国の大冒険』主題歌「Lien」以来で、作詞・ボーカルの持田香織は友人の姪など周囲の友人たちの子供にプリキュアのファンが多く、オファーを受けた時には大至急知らせたといい、「子供たちが、また大人になった時にでも、ずっとキラキラとするような、すてきなものにできるよう頑張る。私たち世代の方々にも、懐かしさとあこがれを思い出せるような楽曲にしたい」と語っている。鷲尾も「ELTさんの楽曲は、強さと優しさがミックスされて、今回の映画の目指すイメージとぴったり重なることからお願いした。持田さん、伊藤一朗さんが紡ぎだす楽曲が、プリキュアたちの思いと重なって、すばらしいハーモニーを奏でることを確信している」と語っている。この他、ゲスト声優である花澤と後述の上垣もそれぞれの役として各作品の劇中歌を歌うことが決まっている。

### プリキュアとレフィのワンダーナイト!
CG中編作品の「プリキュアとレフィのワンダーナイト!」は、上述したようにCGで表現されたストーリーのあるアクション作品で、監督とキャラクターデザインはプリキュアシリーズのエンディング映像などを手がけている宮本浩史が担当、鷲尾は「『ハピネスチャージプリキュア!』の前期エンディングを手がけているが、ダンスの合間に入る情緒的な映像が素晴らしかった。アクションの面白さもだが、彼の情緒的な演出がどれくらい入ってくるのか楽しみ」と語っている。
宮本によると元々本作はプリキュアとは関係ない、レフィを主人公にしたハロウィンがテーマのオリジナル作品として制作する予定だったが、プリキュア映画の公開がハロウィン当日になったため、制作統括を担当した氷見武士から「（プリキュアと）合体させちゃえば?」と提案され、プリキュアの映画作品の一編としての制作に至った。また、当初はストーリーやレフィのキャラクター像は異なっていたが、鷲尾の意見で現在の形に修正されたという。
また、メインキャラクターのレフィ役として劇団四季のミュージカル「ライオン・キング」でヤングナラを演じ、テレビでもテレビ朝日『関ジャニの仕分け∞』の「ミュージカルキッズNO.1決定戦」で優勝したことでも話題となった子役の上垣ひなたが声優に初挑戦する。上垣は「小さい頃から見てきた『プリキュア』の映画に出させてもらえると聞いて、とてもうれしかった。とても緊張していますが精いっぱい頑張りたい」とコメントしている。また、敵役であるナイトパンプキン役には中尾隆聖が起用されている。
同作品で監督デビューを飾り、また同作品によってその成果が認められたこと、そしてこれまでプリキュアシリーズで培われた、東映アニメーションによるCGアニメーションの表現力や技術力が評価され、同年12月には宮本に対しCG WORLD誌主催の「第1回CG WORLD大賞」が贈られている。

### キュアフローラといたずらかがみ
CG短編作品の「キュアフローラといたずらかがみ」は、SDキャラクターとなったキュアフローラを中心にした物語で、台詞のないショートストーリーというシリーズとしては初の試みとなる。鷲尾は「今回一番のチャレンジ。SDのキャラクターに惹かれるのは本来のターゲットよりも少し上の女の子たち。既にプリキュアを卒業していった人たちにもう一度「可愛いよね」と言ってもらう、新しいファン層を獲得するためのチャレンジでもある」と語っている。監督は数多くの東映アニメーション作品で監督や演出を手がけてきた貝澤幸男が起用されている。
同作品ではSDキャラのキュアフローラの表情や動作を表現するため、過去に『Yes!プリキュア5』シリーズの主題歌や『ドキドキ!プリキュア』の剣崎真琴（キュアソード）役などでシリーズに関わってきた宮本佳那子がスタジオで実際に演技を行っている（クレジット上でも「演技協力」として記載）。宮本の起用理由について鷲尾は「CGスタッフから子供らしい動きの参考が欲しいと相談を受け、元々子役として可愛らしい動きや子供っぽい動きの勉強をされており、「プリキュア」を良く知っている方でもあり、ちょうど仕事も再開されたので、それならばとお願いした」と語っている。

### 興行成績
全国211スクリーンでの上映で、10月31日・11月1日の初日2日間で動員11万8292人、興収1億2938万3300円を記録、興行通信社による映画観客動員ランキングでは初登場第4位に入った。また、ぴあ調査による初日満足度ランキングでは第2位に入っている。最終興収は5億6000万円。

## ストーリー
本節に限り、実際の上映順での表記に準じる。

### キュアフローラといたずらかがみ（ストーリー）
大きなバラがかたどられた奇麗なカチューシャを手に入れて喜んでいるキュアフローラは、部屋にある大きな鏡でそれを着けた姿を見ようとする。しかしその鏡には5匹のいたずら好きなおばけが潜んでいた。フローラが鏡のカーテンを開けるとホコリが舞って咳き込んでしまうが、鏡に映ったフローラはカチューシャがなくすました顔をしていた。おばけたちが化けた鏡の中のフローラに本物のフローラは怪しがり、おばけの正体を探ろうと表情を変えたりミラクルライトの力を得て姿を変えたりと色々試してみる。

### パンプキン王国のたからもの（ストーリー）
パンプキンプリンが名物の「パンプキンカフェ」にパフェを食べに来たはるかたち。しかしはるかは一口食べた時にその味に違和感を覚える。その最中ゼツボーグの襲撃に遭い、プリキュアに変身して撃退するが、突然光に包まれ気づけばパンプキン王国にいた。
城で出会った大臣のウォープによれば、王とお妃には娘がおらず、その代わりとなるプリンセスを決めるためにコンテストを開催するという。はるかたちはそれぞれの得意分野で予選会に出ることになったが、ふと見るとカボチャの妖精、パン・プウ・キンがこそこそと行動しているのを目撃する。後を追ったはるかはその先にある塔の上に王国のプリンセス、パンプルルが幽閉されていること、突如王国を包んだ光によって王もお妃も変わってしまったこと、そして妖精たちがパンプキンプリンの増産のために酷使されていることを知る。
パンプルルがなぜ閉じ込められたのか、なぜ王国が変わってしまったのか、そしてウォープの真意は。はるかたちプリキュアはパンプルルと王国を救うため戦う。

### プリキュアとレフィのワンダーナイト!（ストーリー）
はるかが学園から寮の自室に戻った時のこと。部屋のどこかから呼ぶ声がする。探してみるとその声の主は机の上にあった、パンプルルから譲り受けた人形だった。驚くはるかが気づいた時にはプリキュアに変身して見知らぬ世界におり、目の前には人形と同じ姿をした少女、レフィがいた。
フローラとレフィは突如現れたゼツボーグに追われながらも、同様に突然この世界にやってきたプリキュアたちと合流する。レフィは、ここはパンプキングダムという国であると言う事、ナイトパンプキンという敵が現れ昼を奪い去り夜の闇に乗っ取られたこと、昼を取り戻すには城の屋根にある鍵穴にミラクルプリンセスライトを挿すことだと語り、王国に昼を取り戻すためにも協力して欲しいとプリキュアたちに頼む。
レフィはこの国の姫であり、両親がナイトパンプキンによって囚われの身であると知ったプリキュアたちは、この国の昼を取り戻し、レフィの両親を救うため、レフィに協力することになる。

## 登場人物

### テレビシリーズからの登場人物
テレビシリーズのレギュラーキャラクターのうち、トワ、ゆい、ミス・シャムール、クロロは映画作品には初登場となる。
プリキュアの4人以外は『パンプキン王国のたからもの』のみ登場。ただしパフとアロマは各作品の冒頭でナビゲーターとして登場する。また『キュアフローラといたずらかがみ』ではキュアフローラがメインで登場するが、終盤で他の3人のプリキュアも登場する。
春野 はるか（はるの はるか） / キュアフローラ
声 - 嶋村侑
『キュアフローラといたずらかがみ』
バラがかたどられたカチューシャを実際につけて鏡で見ようとするが、おばけたちのいたずらで鏡に映った自分と本当の自分とが異なることを怪しむようになる。お化けと張り合う形でミラクルライトの力を得てモードエレガントや魔女風の姿に変えるなどするが、カチューシャを落として割ってしまい、そのまま消滅したのを見て泣いてしまう。それを見たちびおばけが元気づけようとカボチャの帽子に変身したのを見ると気に入り、ミラクルライトの力を得て他のお化けも変身し、カボチャ風のドレス姿に姿を変える。
『パンプキン王国のたからもの』
冒頭でパンプキンカフェで特大プリンパフェを注文するが一口食べた途端、その味に違和感を覚える。プリンセスコンテストの予選会の最中、パン・プウ・キンが密かに行動するのを見てパフとアロマと共にその後を追いかけ、パンプルルが幽閉されていることや王国に異変が起きたことを知り、プリンの味の違和感の正体が妖精達が酷使されたことによる絶望や悲しみから出来ていることに気づく。予選会では料理で出場、王と王妃のために幼い時に家族と一緒に作って食べたプリンを作り、その思い出を語ったうえで食べさせ、洗脳された2人の心を取り戻させる。
『プリキュアとレフィのワンダーナイト!』
寮の自室に戻った時に人形のレフィから声をかけられ、驚く間もなくパンプキングダムに連れてこられレフィと出会う。レフィの真意を知ると、レフィのために協力、主にレフィと行動を共にする。
海藤 みなみ（かいどう みなみ） / キュアマーメイド
声 - 浅野真澄
『パンプキン王国のたからもの』
予選会ではダンスで出場、バレリーナ姿でバレエを踊り、予選を通過するが、控え室に入るとウォープのコレクションとして囚われの身となるが、きららと共にフローラとスカーレットによって救われる。
『プリキュアとレフィのワンダーナイト!』
仲間たちと共に気づいた時にはパンプキングダムに現れる。レフィのために協力し、トゥインクル・スカーレットを共にナイトパンプキンの足止めをする。
天ノ川 きらら（あまのがわ きらら） / キュアトゥインクル
声 - 山村響
『パンプキン王国のたからもの』
予選会ではウォーキングで出場、普段のファッションショー同様にランウェイを歩き、予選を通過するが、控え室に入るとみなみ同様にウォープのコレクションとして囚われの身となる。
同作品のOPにてきららがファンに書いているサインは、きらら役の山村響が考えたうちの1つが採用されている。
『プリキュアとレフィのワンダーナイト!』
レフィのために協力し、マーメイド・スカーレットを共にナイトパンプキンの足止めをする。
紅城 トワ（あかぎ トワ） / キュアスカーレット
声 - 沢城みゆき
『パンプキン王国のたからもの』
パンプキン王国の城に入ってから悪の気配を感じ取っていた。予選会は音楽で出場、バイオリンの演奏で予選を通過、控え室でウォープの光をプリンセスパフュームで遮り、囚われの身になるのを防ぐ。
『プリキュアとレフィのワンダーナイト!』
レフィのために協力し、マーメイド・トゥインクルを共にナイトパンプキンの足止めをする。
パフ
声 - 東山奈央
はるかと共にパン・プウ・キンの後をつけ、アロマと共に塔の頂上に向かい、そこでパンプルルと出会う。
アロマ
声 - 古城門志帆
パフと共に塔の頂上でパンプルルと出会い、しばらくははるかとパンプルルとの間でメッセンジャーとして行き来する。
ミス・シャムール
声 - 新谷真弓
物語の終盤で、パンプルルに舞踏会の誘いを受けたがドレスの用意が無いためプリキュア達が呼び出して登場、無数のドレスを準備すると共にようやくの登場であるというメタ要素が入った発言をする。
七瀬 ゆい（ななせ ゆい）
声 - 佳村はるか
物語の序盤ではるかたちとともにパンプキンカフェでプリンパフェを味わってるが、ゼツボーグの襲来を受けその場にいた客達の避難誘導を行った。その後戻ってくるが、光と共にプリキュア達がカフェの建物ごと消えたのを見て驚く。
エンドロールの映像ではノーブル学園で戻ってきたプリキュアたちを出迎えるが、その際カボチャの仮面を被っていたため、みなみとパフを驚かせることになった。
クロロ
物語の終盤でシャムールと共に登場。台詞こそなかったものの、エンドロールの映像ではプリキュア達と舞踏会やパーティを楽しむ姿が描かれている。
春野いぶき、春野もえ、春野ももか
いずれも台詞はないものの、はるかの幼少期の回想シーンで登場。回想シーンでは家が和菓子店であり、普段からおやつが和菓子だったことから、はるかのためにプリンを一緒に作って食べたという思い出話が描かれており、もえはロングヘアでまだ乳児のももかを背中におぶっている。

### パンプキン王国
カボチャ畑が広がる自然豊かな国土であり、中央には大樹がそびえ立ち、王族が住まうプリン型の宮殿がある。ウォープが侵攻してからは、宮殿に鳥かごのような高い塔がそびえ立ち、地下にはカボチャプリンを強制的につくらせている工場がある。
かつては質素で牧歌的な小国であったが、王族と妖精の仲が良好であり、互いを大事にする共同体のような関係にあったため、現在はカボチャの開発などで発展した国に成長している。
いずれも『パンプキン王国のたからもの』のみ登場。

#### 王族
王族は元々ふつうの親子であったが、妖精たちに頼まれる形で王位に就いている。ウォープに侵略されてからは、王様とお妃様が洗脳によって悪人に変貌し、王女のパンプルルは宮殿の塔に幽閉されている。
パンプルル
声 - 花澤香菜
パンプキン王国の王女である12歳の少女。桃色のボブショートヘアをしている。一人称は「わたし」。
オレンジ色のパンプキンをモチーフにしたドレスや、大きいパンプキン型のスカートを着用しており、頭部にはパンプキンの飾りをつけ、首下には妖精たちから貰ったカボチャ型のペンダントをつけている。
清楚かつやさしい性格であり、両親とプリンをつくった思い出を大事にしているほか、どんな状況でもあきらめない凛とした強かな一面もある。
物語序盤では、ウォープによって塔の上に幽閉されている状況であったが、はるかに偶然発見されたことで救出を求め、彼女に国の状況とウォープの正体を教える。
物語終盤では、絶望からのり超えて塔から脱出することに成功し、巨大化したウォープに絶望させられた国民たちを説得した際に、自身の想いの力でペンダントのカボチャの実から「ミラクルライト」を出現させ、妖精たちとともにプリキュアを応援する。
最終的には、プリキュアがウォープをたおしたことで国の平和がよみがえり、正気に戻った両親とも再会を果たして涙を流す。そのあとは、はるかたちと舞踏会を楽しみ、彼女たちとの別れの際には母から貰っていた「レフィの人形」をはるかに授けた。
キャラクターのモチーフは女優の「広瀬すず」を元にしている。
王様（おうさま）
声 - チョー
パンプルルの父にして、パンプキン王国のキングを務めている老人男性。白髪かつ口ヒゲを生やしており、肥満型の体格が特徴。一人称は「わたし」。
大きい王冠をかぶり、宝石がついたパンプキン型の服装を着用し、ステッキを携帯しているが、洗脳前は小さい王冠をかぶっていた。
元々はカボチャの研究者であり、新しいカボチャの品種を発見するなどをしていたが、ウォープに洗脳されてから傲慢な性格へと変貌し、パンプキンプリンの売り上げ実績にだけ執着するようになった。
ウォープの洗脳がとけて正気に戻ったあとは、身につけていた王冠や宝石などを殴り捨て、娘との再会を果たした。
お妃様（おきさきさま）
声 - 山像かおり
パンプルルの母にして、パンプキン王国のクイーンを務めている女性。紫色の髪をしている。一人称は「わたし」。
頭部にティアラを飾り、背後に羽飾りをつけた紫色のドレスを着用し、たくさんの宝石や指輪を身につけているが、洗脳前は頭部にカボチャの花を飾っていた。
元々は裁縫好きのやさしい性格であり、娘のためにレフィの人形をつくり、妖精たちのために服をつくっていたが、ウォープに洗脳されてから欲深い性格へと変貌し、宝石などを買い集めるようになった。
ウォープの洗脳がとけて正気に戻ったあとは、本来の家族想いな性格に戻り、娘との再会を果たした。

#### 妖精
パン、プウ、キン
声 - 久野美咲（パン）、金田朋子（プウ）、村中知（キン）
パンプキン王国の3匹の妖精たち。それぞれ、小柄なカボチャのような容姿をしている。ことばは話せないため、しぐさで感情を伝えようとする。
パンプルルと一緒にいたことでウォープによる洗脳を逃れており、パンプルルを救うために行動している。
鷲尾から脚本を依頼された山像によると、キャラクターの性格モチーフは「ダチョウ倶楽部」である。

### パンプキングダム
テーマパークのような雰囲気が特徴の街なみであり、本来は昼の光で照らされているが、ナイトパンプキンの侵攻によって昼の光が奪われてからは、夜の闇に閉ざされ、夜空には複数の月が出現し、無数のゼツボーグも徘徊するようになった。
住人たちはこころの中に「ミラクルライト」を持っているが、ナイトパンプキンに「こころの光」までも奪われた影響によって、現在は住人たちも消滅している。
いずれも『プリキュアとレフィのワンダーナイト!』のみ登場。

#### 王族
レフィ
声 - 上垣ひなた
パンプキングダムのプリンセスである10歳の少女。リボンで1本に結んだ赤毛のロングヘアをしている。一人称は「わたし」。
赤と白を基調としたプリキュアのような衣装を着用し、黒色のタイツと茶色のロングブーツを履いている。
少女でありながら非常に勇敢であり、絶望の状況下でも屈しない性格のもち主のほか、両親とすごした楽しい思い出を大事にしている一面もある。
プリキュアに匹敵するほどの戦闘能力があり、ゼツボーグと交戦をすることもできる。
ナイトパンプキンによって夜の闇に閉ざされたパンプキングダムを救おうと奮闘し、国の昼をとり戻すために必要な「ミラクルライト」を持ち歩いているため、大勢のゼツボーグに狙われている。
物語序盤では、プリキュアたちの協力を得るために彼女たちを自分の世界へと移し、事態の説明をしたあとはプリキュアと結託することに成功する。そして、彼女たちとともに目的地である塔の頂上をめざす。
物語中盤では、プリキュアを目的地に行かせるため、襲撃してくるゼツボーグたちの囮役を申し出し、歌を歌いながらゼツボーグに立ち向かう。しかし、途中で囚われている母のことを思い出して涙を流すが、駆けつけたキュアフローラの励ましによって立ち直り、再度目的地へと前進する。
物語終盤では、ナイトパンプキンと交戦になり、プリキュアたちが相手の足止めをしている隙をみて城の頂上へとめざすが、最終形態になったナイトパンプキンにミラクルライトを奪われたことで絶望する。だが、最後まであきらめないキュアフローラをみたことで、ナイトパンプキンに挑む決意を固める。
最終的には、プリキュアと協力してミラクルライトを奪還し、城の頂上にある時計台にミラクルライトを差しこんだことで国の昼をとり戻すことに成功した。
人形のレフィ
『パンプキン王国のたからもの』に出てくる人形。元々はお妃がパンプルルに与えた手作りの人形で大切にしていたのだが、幽閉されて以降は部屋に残されていた。それをはるかが見つけることになる。
エンドロールでははるかがこの人形をパンプルルからもらうカットが描かれており、『プリキュアとレフィのワンダーナイト!』冒頭部ではるかの自室の机に飾られていたが、人形の状態ではるかに声をかけたことで物語が始まる。
ただし、こちらの物語ではパンプキン王国の出来事は踏まえていない。

レフィの母
声 - 坂本真綾
パンプキングダムの王妃で、娘のレフィが幼い頃に「陽の当たるあらゆる物には名前が付けられている」と教えている。ナイトパンプキンによって昼の光が奪われたと同時に夫の国王と共に囚われの身となっている。
レフィの父
パンプキングダムの国王。妻の王妃と共に囚われの身となっている。

### 本作品の敵
本作品では『パンプキン王国のたからもの』『プリキュアとレフィのワンダーナイト!』それぞれに異なる敵が登場する。
ウォープ
声 - 諏訪部順一
本作品の長編にあたる『パンプキン王国のたからもの』に登場する敵キャラクター。
夢を歪め絶望を収集している闇のコレクター。水色のセミロングヘアに色白の肌が特徴の男性。一人称は「わたし」。
不気味な模様をした紫色のシルクハットをかぶり、赤色のワイシャツに紫色のスーツを着用し、左目には宝石の片眼鏡をかけている。また、ガラスの本を携帯している。
表向きは紳士的かつ礼儀正しい人物として振る舞っているが、本性は狡猾かつ邪悪そのものであり、家族の愛を否定し、自分以外の者の嘆き、苦しみ、悲しみ、絶望を好んで求めている。
プリキュアの美しい絶望をコレクションに加えるため、手はじめにパンプキン王国の王族を洗脳して支配下におき、国の妖精たちを酷使し絶望させてはゼツボーグを生みだし、パンプルルを塔の上に幽閉させた張本人。
元々はディスダークの幹部の一人であったが、自身の能力を正当に評価されないことに不満を抱き続けた末、組織から裏切った経緯をもつ。そのため、ディスピアたちを内心見下している。
相手を洗脳する能力をもつほか、剣で攻撃したり、ゼツボーグを生みだすこともできる。また、プリキュアの「プリキュア・トリニティ・エクスプロジオン」や「プリキュア・フェニックス・ブレイズ」が通じないほどの戦闘能力をもつ。
物語序盤では、はるかたちに「パンプキン王国の大臣」と偽りながら対応し、国の次期プリンセスを選抜するという名目のコンテストを用意して彼女たちを離ればなれにしたあとは本来の目的のために行動し、みなみときららを捕らえたあとは、はるかとトワをねらう。
物語中盤では、はるかがつくったプリンを食べた王様とお妃様が正気に戻り、さらにはトワに自身の正体を暴露されたことで本性を露わにし、無数のゼツボーグでプリキュア全員を捕らえるが、プリキュアや国の妖精たちの奮闘で次第に劣勢になり、捕虜から脱したプリキュアたちの技を受ける。
物語終盤では、最終形態へと変貌してパンプキン王国中を破壊したあげく、王族や妖精たちを絶望させて吸収することで人質にし、プリキュアたちを戦闘不能にまで追いつめるが、パンプルルやパンプキン王国の妖精たちに応援されて「モードエレガント“ハロウィン”」になったプリキュアたちの活躍によって逆転され、最期は彼女たちの技である「プリキュア・ハロウィン・エクレール」を受けて完全に消滅した。
名前のモチーフは、英語で「歪む」を意味する「WARP」。外見のモチーフは、俳優の「水嶋ヒロ」である。
最終形態
ウォープの真の姿。巨大な漆黒のカメレオンのような姿をしている。宝石の目が特徴で、頭部には3本の角が生えている。
この形態に変化すると戦闘能力が格段に高くなり、口から放つ破壊光線はパンプキン王国の国土を破壊するほどの攻撃力をもつ。
外見のモチーフは、「ジャクソンカメレオン」である。

ナイトパンプキン
声 - 中尾隆聖
本作品の中編にあたる『プリキュアとレフィのワンダーナイト!』に登場する敵キャラクター。
パンプキンのような顔が特徴の悪者。手足が植物で構成された長身かつ細身の身体をしている。また、メタル質感の頭部は感情の変化で回転することができる。一人称は「オレ」。
不気味かつ高貴な服とマントを着用し、大きな手には白い手袋をつけている。
パンプキングダムを夜の闇で覆い尽くした張本人。国の支配者になったあとは、城内の玉座に鎮座している。
強大な闇の力を宿しており、プリンセスプリキュア4人を軽くあしらうほどの戦闘能力をほこり、強力な稲妻を発生させる能力をもつ。また、複数のゼツボーグを使役しているが、ディスダークとの関係は不明。
物語序盤では、レフィが持っている「ミラクルライト」を強奪しようとたくらみ、同時にパンプキングダムの昼を奪還するためにきたプリキュアを始末するため、国中に無数のゼツボーグを刺客として送りこむ。
物語中盤では、プリキュアとレフィの行く手を妨害しようと交戦になり、一時的に最終形態となって彼女たちを戦闘不能にさせ、レフィからミラクルライトを奪うことにも成功する。
物語終盤では、レフィの奮闘によってミラクルライトを奪還されたあげく、何度でも立ち直ってくるキュアフローラとレフィに憤慨して再度最終形態になるが、最期はキュアフローラの力強い拳を受けて倒された。
本作品の続編にあたる小説の『Go!プリンセスプリキュア 花とレフィの冒険』にて、プリキュアたちによって倒されたあとは「悪念」という実態をもたない概念的な存在として現世に留まり続けていたことが判明し、あらゆる物質に憑依しては完全復活を果たそうと目論む。
小説版序盤では、1羽の鳥に憑依してパンプキングダム中を徘徊していたが、そのことに気づいたレフィによって前述の戦いを記した彼女の日記の中に封印され、パンプキングダムにある「オリムル森」の奥へと納められる。しかし、あらゆる世界を司るオリムル森の特性を逆に利用し、オリムル森にある平和で幸せな世界を怒りと憎しみが渦巻く争いが絶えない世界へと書き換えようとする。しかし、その事態を危惧したレフィによって人間界へと移動され、物には意思が宿らない人間界の特性によって大半の能力を無力化されるが、プリキュアとナイトパンプキンの戦いを夢に見た園ノ宮花という人間の少女に偶然発見され、彼女が夢に見た前述の戦いを自身に封印された日記に記したことで一定の力を取り戻し、自力でパンプキングダムへと移動する。
小説版終盤では、パンプキングダム中を自身の悪念で覆い尽くし、自身の復活に必要な鍵をもつレフィを発見し、レフィの父でありパンプキングダムの王に憑依し、彼の妻でありレフィの母を人質にしてレフィに鍵を渡すよう脅迫する。その意向をのんだレフィによって完全復活を果たし、その強大な力でプリキュアたちを徹底的に痛めつけるが、レフィと園ノ宮花の必死の活躍によってプリキュアたちが回復され、最終的には彼女たちの新しい技である「プリキュア・リアン・エテルネル」を受けて身体ごと完全に砕け散った。
キャラクターイメージは、担当声優の中尾隆聖がこれまで演じてきた敵キャラクターが元になっており、配役もそのまま中尾に決定したという経緯がある。
最終形態
ナイトパンプキンの強化した姿。巨大なパンプキンの顔のような容姿をしており、空中に2本の大きい手を構えている。
戦闘能力が一段と高くなっており、キュアマーメイド、キュアトゥインクル、キュアスカーレットの3人を戦闘不能にまでさせることができる。

#### 怪物
ゼツボーグ
声 - 中務貴幸
絶望から生まれる怪物。本作品ではウォープとナイトパンプキンに使役されている。
ウォープのゼツボーグ
基本的にテレビシリーズと共通のデザインで、冒頭部のパフェ型、パンプキン王国に出現する騎士型・貴族型・女性型が登場しており、女性型はプリンセスコンテスト出場者という仮の姿がある関係で人間と同じ大きさとなっている。
ウォープによって絶望させられた妖精たちを素体としており、通常のようにドレスアップキーで絶望の檻を開けることで解放できるほか、ゼツボーグから絶望の檻を引き抜くことでもゼツボーグを消滅させ妖精を解放させることが可能となっている。
ナイトパンプキンのゼツボーグ
鍵穴型の単眼が入ったカボチャの頭で、身体には甲冑を着けたゼツボーグ。大きさは人間と同じ大きさになっている。素体となった人物の詳細は不明。ミラクルライトを持つレフィを探し追いかけたり、ナイトパンプキンの部屋や城の屋根に向かうレフィとプリキュアたちを阻む。

### その他
いたずらおばけ
鏡の中に潜んでいる5匹のおばけ。いずれも『キュアフローラといたずらかがみ』のみ登場。
いずれも小柄であり、緑色の体をしている。ちびおばけは、キュアフローラのことを気に入っている。
イタズラ好きであり、キュアフローラのマネをして彼女を挑発するが、その過程でカチューシャを壊したことで落ちこむキュアフローラのためにカチューシャを直そうとするも、結果としてカチューシャは消滅する。
しかし、自分たちの変身でカチューシャになろうと試みた結果、カチューシャではなくカボチャの帽子へと変化するが、それを気に入ったキュアフローラは元気をとり戻した。

## モードエレガント“ハロウィン”
『パンプキン王国のたからもの』における強化フォーム（スーパープリキュア）で、『映画 スイートプリキュア♪ とりもどせ! 心がつなぐ奇跡のメロディ♪』から『映画 ハピネスチャージプリキュア! 人形の国のバレリーナ』までで見られていた主人公単独変身ではなく、4人のプリキュア全員が変身する形となる。
ドレスデザインはドレスデザイナーの小林栄子が手がけており、形状としてはテレビシリーズ本編に登場するモードエレガント・ドレスアッププレミアムに酷似したプリンセスラインのドレスだが、スカート部分を中心に膨らんだ形となっており、全体の色合いがカボチャ特有の黄色やオレンジがかっているほか、カボチャの花や葉、蔓を模したティアラと飾りを付けている。なお、このドレスは『おともだち』2015年11月号の企画としてトリンドル玲奈が実際に着用したほか、映画公開時には新宿バルト9などにおいて展示されていた。

## 作品用語
ミラクルプリンセスライト
本作品におけるミラクルライト。先端部に唐草模様があしらわれたハートと、カボチャを添えた蛍光部が付けられており、蛍光部はカボチャに因み、ミラクルライト史上初の「黄色」を採用した。
『キュアフローラといたずらかがみ』では、キュアフローラの変身を支援するために用いられる。
『パンプキン王国のたからもの』では、パンプルルの思いからカボチャの木が出現し、そこからなったカボチャの実が変化してライトとなる。ライトの光の力によってパンプキンドレスアップキーが出現、モードエレガント“ハロウィン”へと変化させている。
『プリキュアとレフィのワンダーナイト!』では、夜に包まれたパンプキングダムを開放するためのアイテムとして用いられ、城の屋根にある鍵穴に差し込むことで昼間を取り戻すことができる。
パンプキンドレスアップキー
パンプキンの姿をしたドレスアップキー。
プリンセスパレスにこのパンプキンドレスアップキーを中心の鍵穴に入れることで、モードエレガント“ハロウィン”へとモードチェンジする。

### 必殺技
プリキュア・ハロウィン・エクレール
モードエレガント“ハロウィン”での必殺技で、テレビシリーズでの合体技「プリキュア・エクラ・エスポワール」と同様にプリンセスパレスの力を発動させ、「響け! 全ての力! プリキュア・ハロウィン・エクレール!」の掛け声と共に聖なる力で敵を浄化する。
「プリキュア・エクラ・エスポワール」と異なる点としては最後の花火がカボチャをかたどった形になっている。またテレビシリーズでの必殺技はCGで表現されているが、この技に限り手描きによるセルベースでの描写となっている。

## スタッフ
- 原作 - 東堂いづみ
- 漫画 - 上北ふたご (講談社「なかよし」連載)
- 製作 - 高木勝裕、矢津田佳広、沖中進、垰義孝、高木智悌、中山晴喜、木下直哉
- 企画 - 鷲尾天、西出将之[注 3]
- 企画協力 - 植月幹夫、高橋知子、遠藤理紗、神木優
- プロデューサー補 - 二階堂里紗
- キャラクターデザイン - 中谷友紀子
- 音楽 - 高木洋
- 音楽協力 - マーベラス、東映アニメーション音楽出版、ライトソング音楽出版、レガートミュージック、あにまーと
- 音楽プロデューサー - 本多洋一、犬塚舞、鎌田佳代子
- 音響効果 - 石野貴久
- 音響製作 - タバック
- 録音スタジオ - 東映デジタルセンター
- 記録 - 橋口舞子
- アニメーション制作 - 東映アニメーション
- 制作 -  2015 Go!プリンセスプリキュア製作委員会（東映アニメーション、東映、バンダイ、アサツー ディ・ケイ、朝日放送、マーベラス、木下グループ）
- 配給 - 東映

### パンプキン王国のたからもの (スタッフ)
- 監督 - 座古明史
- 助監督 - 後藤康徳
- 脚本 - 秋之桜子
- キャラクターデザイン・作画監督 - 香川久
- 美術設定・美術監督 - 須和田真
- デジタル撮影監督 - 上條智也
- 色彩設計 - 澤田豊二、佐久間ヨシ子
- CGプロデューサー - 渡辺克博
- 録音 - 川崎公敬
- 編集 - 麻生芳弘
- 衣装協力 - 小林栄子
- 音楽タイアップ - エイベックス・ミュージック・クリエイティヴ
- 製作担当 - 山崎尊宗

### プリキュアとレフィのワンダーナイト! (スタッフ)
- 監督・キャラクターデザイン・キャラクタースーパーバイザー - 宮本浩史
- CGプロデューサー - 野島淳志
- 美術監督 - 真庭秀明
- 絵コンテ - 宮本浩史、真庭秀明
- CGアニメーションスーパーバイザー - 金井弘樹
- リギングスーパーバイザー - 中谷純也
- リードリギングアーティスト - 猪野高史
- BGモデリングスーパーバイザー - 村田則子
- リードアニメーター - 安田祐也、石川剛史
- エフェクトスーパーバイザー - 鄭戴薫
- リードエフェクトアーティスト - 渡邊亮太
- コンポジットスーパーバイザー - 森田信廣
- リードコンポジットアーティスト - 能沢諭
- テクニカルディレクター - 佐藤直樹
- 音楽ディレクター - 藤田昭彦
- 録音 - 林奈緒美
- 制作統括 - 氷見武士

### キュアフローラといたずらかがみ (スタッフ)
- 監督 - 貝澤幸男
- CGプロデューサー - 横尾裕次
- CG演出 - 日向学
- CGディレクター - 中沢大樹
- アートディレクター - 真庭秀明
- テクニカルディレクター - 佐藤直樹
- キャラクターデザイン - 林沙樹
- 妖精デザイン - 升井秀光
- リードキャラクターアーティスト - 米澤真一
- リードBGモデリングアーティスト - 笹井麻希
- リードアニメーター - 米澤真一
- リードリギングアーティスト - 中谷純也
- リードコンポジットアーティスト - 新井啓介
- 音楽ディレクター - 藤田昭彦
- 録音 - 川崎公敬
- 演技協力 - 宮本佳那子
- 制作統括 - 氷見武士

## 主題歌
「パンプキン王国のたからもの」オープニングテーマ / 「プリキュアとレフィのワンダーナイト!」挿入歌「Miracle Go!プリンセスプリキュア」
作詞 - 大森祥子、作曲 - 渡辺亮希、編曲 - 渡辺亮希・池田大介、歌 - 礒部花凜
「パンプキン王国のたからもの」挿入歌「Sharin' Miracle」
作詞 - 大森祥子、作曲・編曲 - 高木洋、歌 - パンプルル姫（花澤香菜）
「パンプキン王国のたからもの」エンディングテーマ「KIRA KIRA」
作詞 - 持田香織、作曲・編曲 - mito、歌 - Every Little Thing
「プリキュアとレフィのワンダーナイト!」挿入歌「Happy Happening♪」
作詞 - 大森祥子、作曲・編曲 - 高木洋、歌 - レフィ姫（上垣ひなた）
「プリキュアとレフィのワンダーナイト!」エンディングテーマ「夢は未来への道」
作詞 - マイクスギヤマ、作曲・編曲 - 石塚玲依、歌 - 北川理恵
基本的にテレビシリーズでのキュアフローラバージョンの映像（第38話までの全てモードプリティで踊っているバージョン）をそのまま使っているが、テレビシリーズでの映像も今回宮本をはじめとする作品を制作したチームが担当し、テレビと同様にダンスして終わるということを意図的に行っていることから、ステージがパンプキングダムにあるという舞台設定になっており、導入部でレフィ・レフィの母親・パンプキングダムの住人たちがプリキュアたちのいるステージを見るカットが新たに挿入され、そのままテレビシリーズ同様の映像へと繋がる演出が行われている。

## 関連作品
本作品の関連作品として『物語 Go!プリンセスプリキュア 花とレフィの冒険』（ものがたり ゴー!プリンセスプリキュア はなとレフィのぼうけん）が、講談社KK文庫から2017年3月15日に発行されている。『プリキュアとレフィのワンダーナイト!』のその後を書いた物語で、プリキュアの物語に憧れる少女・花とプリキュア達がパンプキングダムでの新たな冒険を描いている。その一方で、時代設定がテレビシリーズ最終話のエピローグと同時期に当たる10年後とされており、大人に成長したはるか達についても触れられている。
『パンプキン王国のたからもの』で脚本を手がけた秋之桜子による初めての小説作品で、執筆を引き受けた経緯について、夫の石田圭祐の友人である講談社の社員がKK文庫の担当者に秋之が映画の脚本を書いたことを話したところ、担当者が『Go!プリンセスプリキュア』のノベライズを考えており、その執筆の依頼が来たという。表紙イラストは『プリキュアとレフィのワンダーナイト!』監督の宮本浩史が担当している。

### あらすじ（小説）
園ノ宮花は絵本作家の七瀬ゆいが書く『プリンセスプリキュア』の大ファン。ある日プリキュアの夢を見るのだが、それはレフィという少女が出てくる、これまで読んだ物語にはなかった内容だった。
ハロウィンである10月31日、花は仲良しになった春野はるかが働く和菓子屋の「春屋」に行くと、目の前で突然はるかの姿が光に包まれて消えてしまう。花は「おばあちゃま」と呼んでいる祖母とともにはるかを探すが、部屋に置いてあった、夢で見た少女の人形を手に取ると光に包まれてしまう。
花が目を明けると、そこにはプリキュア達の姿があり、自らはレフィの姿に、おばあちゃまもイノシシのような妖精になっていた。そこはパンプキングダムという夢で見た異世界だということ、目の前にいるキュアフローラは花がよく知っているはるか自身であり、これまで読んだ物語ははるか達が実際に経験したことを元にゆいが書いたこと、そしてこの世界の王女である本物のレフィは突然どこかへ消えてしまった事を知る。
花はレフィとして振る舞いながら、妖精の「イノリン」となったおばあちゃま、そしてプリキュア達とレフィの手がかりを探しに王国中を回ることになる。そうした中、花にはどこからか耳に届くまがまがしい声が聞こえ、フローラも悪の気配を感じていた。

### 登場人物（小説）
園ノ宮 花（そのみや はな）
同作品の主人公。アネモネ小学校に通う小学5年生の少女。『プリンセスプリキュア』の物語が大好きで、作者の七瀬ゆいのファンとなっており、将来の夢もゆいのような絵本作家である。また日頃から春屋の常連となっており、はるかとも仲良しになった。
ハロウィンの日にレフィにまつわる夢を見るようになり、その後はるかと話しているときに、はるかが突然姿を消してしまう。消えたはるかをおばあちゃまと探しているうちにレフィの人形を見つけるが、その人形に吸い込まれる形でいつの間にかパンプキングダムに飛ばされ、レフィの姿になっていた。以降パンプキングダムの国民に悟られないようレフィとして振る舞うようになる。
おばあちゃま
花の祖母。花とは50歳以上の年の差があるがとても気が合う。「フェアリー」を「ふありん」などといった具合に言葉を言い間違えることが多いなど、普段はとぼけた感じではあるが、花のことを思うと猪突猛進な一面を見せることもある。はるかを探している際、花と共にパンプキングダムに飛ばされ、妖精のような姿になってしまう。
イノリン
おばあちゃまがパンプキングダムに来たときの姿で、羽根の生えた小さなイノシシの姿をしている。「イノリン」という名はその姿からきららが付けたあだ名。最初は嫌がっていたものの、トワの「花を守るための「祈り」が増幅したため姿を変えた」という理由付けにより納得している。以後この姿でいるときはこの名前で通すようになる。姿は変わっても口調は変わらない。パンプキングダムでは花の守護フェアリーとして行動する。
レフィ
パンプキングダムのプリンセス。プリキュアと共にナイトパンプキンと戦った記録を残そうとしていたが、復活をもくろむナイトパンプキンの残留思念によって姿を消すことになる。
仕立て屋ばあば（したてやばあば）
森の奥に住む精霊。かつてはレフィの乳母として彼女を育てており、レフィの人形を作ったのも彼女である。
ナイトパンプキン
かつての戦いで敗れ去った怪人。残留思念となって復活をもくろんでいたところ、レフィによる記録を花が夢の中で目にし、それを家にあった謎のノートの表紙に書き記したのをきっかけに力が復活。レフィを分子化して消し去ってしまう。
春野 はるか（はるの はるか） / キュアフローラ
ディスダークによる絶望から世界を救った花のプリンセスプリキュア。大学を卒業し大人になった同作品の時点では、実家である和菓子屋の春屋で働いており、様々な新商品を生み出すほか、ゆいの協力も得て特典カードをつけて販売するなど、店を切り盛りしている。
ハロウィンの日に突如として光に包まれ、かつてレフィに呼び出されたときのようにパンプキングダムに姿を現し、花と行動を共にする。またレフィが姿を消して以降、パンプキングダム国王の判断で時の流れを緩やかにした影響で、他の3人と共に容姿が中学時代のそれに戻っている。
海藤 みなみ（かいどう みなみ） / キュアマーメイド
海のプリンセスプリキュア。同作品では国際的な海洋生物学者となっており、中でもイルカの研究に関しては世界でもトップクラスで、フランスを研究拠点としている。
パンプキングダムに来てからはスカーレットと共に行動する。
天ノ川 きらら（あまのがわ きらら） / キュアトゥインクル
星のプリンセスプリキュア。同作品では世界中のファッションショーに出演する国際的なトップモデルとなっている。花を「はなはな」と呼び、また妖精になったおばあちゃまを「イノリン」と名付けるなど、親しい間柄となった人物にニックネームをつける癖も、学生の頃より変わっていない。
パンプキングダムに来てからはフローラや花、イノリンと共に行動する。
紅城 トワ（あかぎ トワ） / キュアスカーレット
炎のプリンセスプリキュア。同作品ではホープキングダムの王女として平和に暮らしている。
パンプキングダムに来てからはマーメイドと共に行動する。
七瀬 ゆい（ななせ ゆい）
はるか達プリキュアの秘密を知る人物。同作品では『プリンセスプリキュア』の物語を書く人気絵本作家になっている。また同作品の時点でもはるかとの親交は続いており、春屋での購入特典のイラストカードを提供している。
ゆいが『プリンセスプリキュア』の物語を書くことになったのはホープキングダム王が「新たな敵が現れたときのために語り継いでおく必要がある」との判断によるもので、その役目にはゆいが適任であると全員一致で決まったことによる。

### 作品用語（小説）
ラルトゥ
レフィが使うことのできる力。「願い」を意味する。
オリムル森の葉っぱ
布屋の『パレティルーム』で出会ったオリムル森の草木で編んだ葉っぱ。オリムル森へと導く案内役で空を飛ぶことができる。

#### 必殺技（小説）
プリキュア・リヤン・エテルネル
ゆいの描いたイラストカードからプリンセスプリキュアの新作ドレス、パフューム、ドレスアップキーをレフィの『ラルトゥ』によって生み出し、それらを使ったプリキュアの新しい合体技。
「太陽よ、月よ、星よ、森よ、花よ、海よ、虹よ、世界を愛する友たちよ、私たちに力を!」「開け、世界の扉! プリキュア・リヤン・エテルネル!」の掛け声と共にナイトパンプキンを浄化する。

## 関連商品
- 音楽CD『「映画Go！プリンセスプリキュア」挿入歌シングル』（マーベラス/ソニー・ミュージックマーケティング、2015年10月28日発売、MJSS-09158）
- 音楽CD「KIRA KIRA/AKARI」（avex trax/エイベックス・ミュージック・クリエイティヴ、2015年11月4日発売、CD+DVD盤:AVCD-83389/B、CD盤:AVCD-83390）
- 音楽CD『「映画Go！プリンセスプリキュア」オリジナル・サウンドトラック』（マーベラス/ソニー・ミュージックマーケティング、2015年11月11日発売、MJSA-01170）
- DVD/BD『映画 Go!プリンセスプリキュア Go!Go!!豪華3本立て!!!』（マーベラス/ポニーキャニオン、2016年3月16日発売）
  - DVD特装版（PCBX-51667）/DVD通常版（PCBX-51668）/Blu-ray特装版（PCXX-50102）
  - 特装版は、映像特典として動画メニュー、長編ノンテロップOP&ED、中編ノンテロップED、初日舞台挨拶、TVスポット&予告集、設定資料ライブラリー他を収録、スペシャルブックレットと名場面ブロマイドセットを同梱、カラーケース・ピクチャーレーベル仕様。
- 講談社のテレビ絵本『映画 Go!プリンセスプリキュア Go!Go!!豪華3本立て!!! パンプキン王国のたからもの』（講談社、2015年10月31日発売、ISBN 978-4-06-344628-9）
  - 3本の内、『パンプキン王国のたからもの』のみを掲載。
- 『香川久 東映アニメーションプリキュアワークス』（一迅社、2016年7月23日発売、ISBN 978-4-7580-1515-8）
  - 『フレッシュプリキュア!』と『パンプキン王国のたからもの』での香川久によるデザイン等を収録したイラストギャラリーの書籍。

## コラボレーション

### 横浜市とのタイアップ
横浜市との大規模タイアップは本作品でも継続され、2015年10月17日から11月15日にかけて横浜市営地下鉄や横浜市内の観光施設・商業施設等でスタンプラリーも開催されるほか、みなとみらいにあるよこはまコスモワールドでは、大観覧車のゴンドラをプリキュア仕様にしたり、園内に本作品のBGMやキュアフローラのアナウンスが流れるなど、園内がプリキュア一色となった公開記念イベントを実施している。他にも子育て支援の一環として小児向け医療施策のPR、観光キャンペーンなどを実施する。
また、「パンプキン王国のたからもの」冒頭部では同市内にある外交官の家やブラフ18番館をモデルにした建物が登場している。

### その他
- 例年行われているスタンプラリーは、上述の横浜市でのスタンプラリーの他に、2015年7月14日から8月23日にローソン、イオン、ミニストップ各店舗で、7月25日から8月23日に東京メトロで実施されている。
- 環境省及び東京都交通局との間で地球温暖化防止国民運動のタイアップポスターを製作、同運動に賛同する企業・団体に配布された。
- コラボカフェ企画「プリキュア プリティカフェ×SweetsParadise」を展開しているスイーツパラダイスでは、2015年9月4日から10月21日に名古屋パルコ店で、10月23日から2016年1月10日に梅田店で開催の同イベントで映画公開記念メニューを提供している。
- ニンテンドー3DS用ゲーム『Go!プリンセスプリキュア シュガー王国と6人のプリンセス!』とも企画連動を行い、前売券を買うと同ゲームの体験版ダウンロードコードが、映画鑑賞特典のミラクルプリンセスライトにはゲームで使えるアイテムがもらえるダウンロードコードが付いている。

## トピックス
- 本作品のヒットを受けて、新宿バルト9では18歳以上の大人のファン向けに、2015年11月13日に『映画 スイートプリキュア♪ とりもどせ! 心がつなぐ奇跡のメロディ♪』から本作品までのシリーズ5作品のオールナイト上映会が開催され、同イベントでは3作品の監督と二階堂里紗アシスタントプロデューサー、鷲尾プロデューサー、テレビシリーズを担当している神木優プロデューサーをゲストに招いたトークショーも行われた[15]。また同27日には音楽をテーマに、本作品及び春公開の『映画 プリキュアオールスターズ　春のカーニバル♪』の上映と、主題歌歌手の礒部花凜と北川理恵、劇伴作曲者の高木洋と主題歌等の作詞を担当した大森祥子をゲストに招いたトークショーが開催された[32]。
- 本作品のアフレコ収録が新宿区にあったタバック旧本社スタジオでの最終収録作品となった[注 4]。プリキュアシリーズでは『Go!プリンセスプリキュア』から大泉の東映デジタルセンターで収録を行っており、はるか役の嶋村侑はこうした形で主演としてタバックで収録できたことについて、「長年プリキュアを収録した場所で、最後に映画版をとることになり本当にうれしかった。いろんな作品を生んできたこのタバックの最後の作品の主役を演じられたことは、私の誇りとなりました」と語っている[33]。

## ネット配信
- YouTube「プリキュア公式YouTubeチャンネル」にて、2020年5月1日18:00から5月8日17:59の期間限定で、本作品の無料配信が実施された（『映画 プリキュアオールスターズ みんなで歌う♪奇跡の魔法!』『映画 魔法つかいプリキュア! 奇跡の変身!キュアモフルン!』との同時配信）。